# Nowy Raduszec
Nowy Raduszec (niem. Neu-Rehfeld) – wieś w Polsce położona w województwie lubuskim, w powiecie krośnieńskim, w gminie Krosno Odrzańskie. 169 mieszkańców.
We wsi był przystanek kolejowy Nowy Raduszec.
W latach 1975–1998 miejscowość administracyjnie należała do województwa zielonogórskiego.